# Microcos havilandii
Microcos havilandii är en malvaväxtart som beskrevs av Ridley. Microcos havilandii ingår i släktet Microcos och familjen malvaväxter. Inga underarter finns listade i Catalogue of Life.